# Gouvernement Faure I
 (août 2014).
Si vous disposez d'ouvrages ou d'articles de référence ou si vous connaissez des sites web de qualité traitant du thème abordé ici, merci de compléter l'article en donnant les références utiles à sa vérifiabilité et en les liant à la section « Notes et références ».
Quatrième République
Gouvernement René Pleven II Gouvernement Antoine Pinay
Le gouvernement Faure I est le gouvernement de la République française du 20 janvier au 28 février 1952, sous la présidence de Vincent Auriol (1947-1954).

## Chronologie

### 1952
- 7 janvier : Chute du second gouvernement René Pleven.
- 20 janvier : Début du gouvernement Edgar Faure.
- 28 février : Chute du gouvernement Edgar Faure.
- 8 mars : Début du gouvernement Antoine Pinay avec une majorité de centre-droit.

## Composition

### Président du Conseil
| Image | Fonction             |  | Nom         | Parti |
| ----- | -------------------- |  | ----------- | ----- |
|       | Président du Conseil |  | Edgar Faure | RAD   |

### Vice-présidents du Conseil
| Image | Fonction                  |  | Nom             | Parti |
| ----- | ------------------------- |  | --------------- | ----- |
|       | Vice-président du Conseil |  | Georges Bidault | MRP   |
|       | Vice-président du Conseil |  | Henri Queuille  | RAD   |

### Ministres d'État
| Image | Fonction                                                      |  | Nom                 | Parti |
| ----- | ------------------------------------------------------------- |  | ------------------- | ----- |
|       | Ministre d'État                                               |  | François Mitterrand | UDSR  |
|       | Ministre d'État                                               |  | Joseph Laniel       | CNIP  |
|       | Ministre d'État                                               |  | Henri Queuille      | RAD   |
|       | Ministre d'État, chargé du Conseil de l'Europe                |  | Pierre Pflimlin     | MRP   |
|       | Ministre d'État, chargé des Relations avec les États associés |  | Jean Letourneau     | MRP   |

### Ministres
| Image | Fonction                                                    |  | Nom                      | Parti |
| ----- | ----------------------------------------------------------- |  | ------------------------ | ----- |
|       | Ministre de la Défense nationale                            |  | Georges Bidault          | MRP   |
|       | Ministre des Finances                                       |  | Edgar Faure              | RAD   |
|       | Ministre de la Justice                                      |  | Léon Martinaud-Déplat    | RAD   |
|       | Ministres des Affaires étrangères                           |  | Robert Schuman           | MRP   |
|       | Ministre de l'Intérieur                                     |  | Charles Brune            | RAD   |
|       | Ministre des Affaires économiques                           |  | Robert Buron             | MRP   |
|       | Ministre du Budget                                          |  | Pierre Courant           | CNIP  |
|       | Ministre de l'Éducation nationale                           |  | André Marie              | RAD   |
|       | Ministre des Travaux publics, des Transports et du Tourisme |  | Antoine Pinay            | CNIP  |
|       | Ministre de l'Industrie et de l'Énergie                     |  | Jean-Marie Louvel        | MRP   |
|       | Ministre du Commerce                                        |  | Édouard Bonnefous        | UDSR  |
|       | Ministre de l'Agriculture                                   |  | Camille Laurens          | CNIP  |
|       | Ministre de la France d'outre-mer                           |  | Louis Jacquinot          | CNIP  |
|       | Ministre du Travail et de la Sécurité sociale               |  | Paul Bacon               | MRP   |
|       | Ministre des Anciens combattants et Victimes de guerre      |  | Emmanuel Temple          | CNIP  |
|       | Ministre de la Santé publique et de la Population           |  | Paul Ribeyre             | CNIP  |
|       | Ministre de la Reconstruction et de l'Urbanisme             |  | Eugène Claudius-Petit    | UDSR  |
|       | Ministre des PTT                                            |  | Roger Duchet             | CNIP  |
|       | Ministre de la Marine marchande                             |  | André Morice             | RAD   |
|       | Ministre de l'Information                                   |  | Paul Coste-Floret        | MRP   |
|       | Ministre de l'Armement                                      |  | Maurice Bourgès-Maunoury | RAD   |

### Secrétaires d'État
| Image | Fonction                                                                  |  | Nom                 | Parti |
| ----- | ------------------------------------------------------------------------- |  | ------------------- | ----- |
|       | Secrétaire d'État à la Présidence du Conseil et aux Finances              |  | Félix Gaillard      | RAD   |
|       | Secrétaire d'État à la Présidence du Conseil et à la Fonction publique    |  | Bernard Lafay       | RAD   |
|       | Secrétaire d'État à la Présidence du Conseil                              |  | Raymond Marcellin   | CNIP  |
|       | Secrétaire d'État à la Guerre                                             |  | Pierre de Chevigné  | MRP   |
|       | Secrétaire d'État à la Marine                                             |  | Jacques Gavini      | CNIP  |
|       | Secrétaire d'État à l'Air                                                 |  | Pierre Montel       | CNIP  |
|       | Secrétaire d'État aux Budget et aux Réformes fiscales                     |  | Georges Laffargue   | RAD   |
|       | Secrétaire d'État aux Affaires étrangères                                 |  | Maurice Schumann    | MRP   |
|       | Secrétaire d'État à l'Intérieur                                           |  | André Colin         | MRP   |
|       | Secrétaire d'État aux Beaux-arts                                          |  | André Cornu         | RAD   |
|       | Secrétaire d'État à l'Enseignement technique, à la Jeunesse et aux Sports |  | Jean Masson         | RAD   |
|       | Secrétaire d'État aux Travaux publics                                     |  | Lucien Bégouin      | RAD   |
|       | Secrétaire d'État à l'Agriculture                                         |  | Jean Sourbet        | CNIP  |
|       | Secrétaire d'État à la France d'outre-mer                                 |  | Louis-Paul Aujoulat | MRP   |